# دوروثي ديكس
دوروثي ديكس (بالإنجليزية: Dorothy Dix)‏ هي صحفية أمريكية، ولدت في 18 نوفمبر 1861، وتوفيت في 16 ديسمبر 1951.

## وصلات خارجية
- دوروثي ديكس على موقع الموسوعة البريطانية (الإنجليزية)